# Урмија
Урмија (перс. اروميه) је град у Ирану у покрајини Западни Азербејџан. Смјештен је на западној обали истоименог језера Урмије, око 40 км од границе с Турском односно приближно 600 км од главног града Техерана. Град је основан у старом вијеку и има важан значај у зороастријској традицији, док је током исламског раздобља био поприште жестоких сукоба између Османског и иранских царстава под водством Сафавида, Хотакија, Афшарида и Каџара. Урмија је данас средиште плодне покрајине у којој се узгајају агруми и бројна друга воћа. Већинска етничка скупина у граду су ирански Азери, а следе их Курди, Асирци, Јермени и Персијанци. Према попису из 2006. у граду је живело 583.255 становника.

## Становништво
Према попису, у граду је 2006. живело 583.255 становника.
| 1986.   | 1991.   | 1996.   | 2006.   |
| ------- | ------- | ------- | ------- |
| 300.746 | 357.399 | 435.200 | 583.255 |